# Renshawova buňka
Renshawova buňka je interneuron v šedé hmotě anteriárních rohů míchy, který se podílí zpětnovazebné inhibice alfa motoneuronů. Získávají informaci od alfa motoneuronů o síle signálu, kterou odesílají na inhibiční axon synapse se somou stejného a dalších okolních motoneuronů. Tento jev nazýváme laterální inhibice. Pohybový systém užívá tuto laterální inhibici k zaměření nebo zaostření vlastních signálů stejnou cestou jakou používá senzorický systém (využívá stejného principu), aby se primární signál přenesl v nezmenšené míře požadovaným směrem a zároveň potlačuje tendenci signálu šířit se příčně.
Poprvé ji popsal americký neurofyziolog Birdsey Renshaw (1911–1948).